# Suicídio assistido nos Estados Unidos

Legal
Legal sob decisão judicial^{1}
Ilegal^{1} Em sua decisão de 2009, Baxter vs. Montana, a Suprema Corte de Montana decidiu que o suicídio assistido não violava os precedentes legais ou as leis estaduais de Montana, embora nenhuma lei de Montana o permitisse especificamente.

O suicídio assistido é o suicídio com a ajuda de outra pessoa. Nos Estados Unidos, o termo "suicídio assistido" é normalmente usado para descrever o que os proponentes chamam de ajuda médica para morrer, em que adultos com doenças terminais recebem prescrição e autoadministram barbitúricos se acharem que estão sofrendo muito. O termo é frequentemente usado de forma intercambiável com suicídio assistido por médico (PAS), "morte assistida por médico", "morte assistida por médico", "morte assistida" e "ajuda médica para morrer" (MAiD).
O suicídio assistido é semelhante, mas distinto da eutanásia (às vezes chamada de "morte por misericórdia"). Nos casos de eutanásia, outra parte age para provocar a morte da pessoa a fim de acabar com o sofrimento contínuo. Nos casos de suicídio assistido, uma segunda pessoa fornece os meios pelos quais o indivíduo é capaz de pôr fim à própria vida voluntariamente, mas não causa diretamente a morte do indivíduo.
O suicídio assistido por médicos, ou "ajuda médica para morrer", é legal em onze jurisdições: Califórnia, Colorado, Washington, D.C., Havaí, Montana, Maine, Nova Jersey, Novo Mexico, Oregon, Vermont e Washington. Essas leis (excluindo Montana, pois não há lei) declaram expressamente que "as ações tomadas de acordo com a lei específica não constituirão, para nenhum fim, suicídio, suicídio assistido, homicídio misericordioso ou homicídio, nos termos da lei". Isso distingue o ato legal de "ajuda médica para morrer" do ato de ajudar alguém a morrer por suicídio, que é proibido por lei em 42 estados e proibido por lei comum em outros seis estados e em Whashington D.C. Uma pesquisa de 2018 da Gallup mostrou que uma sólida maioria dos americanos, com 72% a favor, apoia leis que permitem que os pacientes busquem a ajuda de um médico para pôr fim à própria vida. No entanto, o suicídio assistido continua ilegal na maioria dos estados do país.
Em 2022, o estado do Oregon considerou inconstitucional recusar o suicídio assistido a pessoas de outros estados que estejam dispostas a viajar para o Oregon para morrer dessa forma, dando efetivamente aos residentes de fora do estado a oportunidade de morrer por suicídio assistido por médico. Antes de alguém viajar para o Oregon para morrer por suicídio assistido por médico, aqueles que ajudam o paciente a viajar para o Oregon podem ser processados por auxiliar um suicídio. Depois que os barbitúricos forem adquiridos, se o paciente retornar ao seu estado de origem, aqueles que ajudarem a misturar a dose fatal de barbitúricos poderão ser processados por auxiliar um suicídio. Vermont removeu sua exigência de residência em 2023 para resolver uma ação judicial.
A punição por participar de morte assistida por médico varia entre os outros estados. O estado de Wyoming não "reconhece crimes de direito comum e não tem uma lei que proíba especificamente o suicídio assistido por médicos". Na Flórida, "toda pessoa que deliberadamente auxilia outra no cometimento de homicídio próprio será culpada de homicídio culposo, um crime de segundo grau".

## Histórico

### Movimentos iniciais
O primeiro movimento significativo para legalizar o suicídio assistido nos Estados Unidos surgiu nos primeiros anos do século XX. Em um artigo de 2004 no Bulletin of the History of Medicine, o historiador Jacob M. Appel, da Universidade Brown, documentou um extenso debate político sobre a legislação para legalizar a morte assistida por médicos em Iowa e Ohio em 1906.
Em Ohio, a legislação foi inspirada pela campanha da herdeira Anna Sophina Hall, cuja mãe havia tido uma morte longa, demorada e dolorosa de câncer de fígado. Apesar dos esforços de Hall, o projeto de lei foi rejeitado pela legislatura de Ohio por uma votação de 79 a 23.

### Glucksberg vs Washington
Em 1994, o Dr. Harold Glucksberg, juntamente com outros quatro médicos, três pacientes terminais e a Compassion and Dying, entrou com um processo contra o estado de Washington por proibir o suicídio assistido. O caso foi apresentado no Tribunal Distrital em 1994.
Após uma série de recursos, a Suprema Corte dos EUA decidiu, em 1997, por unanimidade, manter a proibição de Washington. Eles citaram a Cláusula do Devido Processo Legal e argumentaram que o suicídio assistido não é garantido como uma liberdade fundamental protegida pelo devido processo legal. O caso permitiu que cada estado decidisse de forma independente sobre a questão da assistência médica na morte. Ele preparou o terreno para os esforços legislativos em nível estadual para permitir ou proibir o suicídio assistido por médicos.

### Dr. Kevorkian
O suicídio assistido nos Estados Unidos chamou a atenção do público na década de 1990 com o caso altamente divulgado do Dr. Jack Kevorkian. Kevorkian ajudou mais de 40 pessoas a morrerem por suicídio em Michigan. Seu primeiro suicídio assistido em público foi em 1990, de Janet Adkins, uma mulher de 54 anos diagnosticada com a doença de Alzheimer de início precoce em 1989. Ele foi acusado de homicídio, mas as acusações foram retiradas em 13 de dezembro de 1990, porque não havia leis de Michigan que proibissem o suicídio ou a assistência médica a ele, portanto ele não estava violando uma lei.
Em 1998, Kevorkian filmou a si mesmo aplicando uma injeção letal em um homem, com o consentimento do paciente, e exibiu a fita no programa 60 Minutes. Isso foi significativamente diferente dos casos anteriores, em que eram sempre os próprios pacientes que supostamente concluíam o processo de suicídio. Ele foi considerado culpado de assassinato em segundo grau e cumpriu oito anos de uma sentença de 10 a 25 anos. Foi libertado em 2007 e morreu em 3 de junho de 2011.

### Legalização pelos estados
A morte assistida por médicos foi legalizada pela primeira vez pela Lei de Morte com Dignidade do Oregon de 1994, com efeito adiado por ações judiciais até 1997. A Suprema Corte de Montana decidiu em Baxter v. Montana (2009) que não encontrou nenhuma lei estadual ou razão de política pública que proibisse a morte assistida por médicos.
Foi legalizada pelo estado de Washington 2008, Vermont em 2013, Califórnia e Washington, D.C., e Colorado em 2016, Havaí em 2018, Nova Jersey em 2019, Maine em 2020, e Novo México em 2021. Também foi brevemente legalizada no Novo México em 2014 e 2015 devido a uma decisão judicial que foi anulada.

### Brittany Maynard
Em 2014, a morte de Brittany Maynard, uma defensora da legalização da assistência à morte, de câncer no cérebro, levou a um debate renovado nos Estados Unidos sobre o suicídio assistido e foi citada como responsável por projetos de lei em vários estados sobre o assunto. Seu estado natal, a Califórnia, que ela deixou para residir no Oregon para ter acesso à Lei de Morte com Dignidade, tornou-se o quinto estado a autorizar a assistência à morte em 2015.

## Jurisdições onde o suicídio assistido é autorizado

### Califórnia
Em 1992, o grupo Californians Against Human Suffering propôs a Proposição 161 para permitir que pacientes com menos de seis meses restantes de vida tivessem o direito de receber assistência de médicos para morrer. Essa proposta oferecia mais salvaguardas contra o abuso por parte dos médicos do que a Iniciativa 119 de Washington, como proteções especiais para pacientes em clínicas de repouso. Essa medida não foi aprovada com 46% dos votos.
Entre 1990 e 1995, os médicos se tornaram cada vez mais receptivos ao conceito de suicídio assistido.
Esforços subsequentes foram tentados para aprovar a legalização da morte assistida pelo Legislativo do Estado da Califórnia em 1999, 2005 e 2006, mas todos fracassaram. A legislatura da Califórnia aprovou a Lei de Opções para o Fim da Vida da Califórnia, um projeto de lei que legaliza a prática em setembro de 2015, e o projeto foi sancionado pelo governador Jerry Brown em 5 de outubro de 2015, tornando a Califórnia o quinto estado a autorizar o auxílio médico na morte e o segundo a fazê-lo por meio da legislatura. A lei começou a ser implementada em 9 de junho de 2016. A lei entrou em vigor em junho de 2016. O projeto de lei permite que a medicação seja prescrita por um médico licenciado a um paciente com mais de 18 anos de idade, que esteja vivendo com uma condição crônica e que altere a vida, que seja irreversível, e que tenha a mente sã para tomar essas decisões.
Em maio de 2018, o juiz Daniel A. Ottolia, do Tribunal Superior do Condado de Riverside, determinou que o método de promulgação da lei era inconstitucional, mas a lei foi restabelecida por um tribunal estadual de apelações no mês seguinte.
A lei de 2016, conforme aprovada, era válida somente por um período de 10 anos e deveria ser renovada até 2026. Em 5 de outubro de 2021, o governador da Califórnia, Gavin Newsom, assinou a prorrogação do uso do projeto de lei até 1º de janeiro de 2031. O projeto de lei revisado também reduziu o período de espera da aprovação de 15 dias para 48 horas e exigiu que os prestadores de serviços de saúde publicassem informações sobre os cuidados de fim de vida em seu site.

### Colorado
Os representantes Lois Court e Joann Ginal apresentaram uma legislação sobre suicídio assistido em 2015 na Câmara do Colorado. O projeto foi rejeitado no comitê por 8 a 5.
Em abril de 2016, Julie Selsberg e Jaren Ducker apresentaram uma iniciativa ao secretário de estado para autorizar a assistência médica na morte em novembro de 2016 por meio do processo de votação.
Em 8 de novembro de 2016, os eleitores do Colorado aprovaram a Proposição 106, a Lei de Opções para o Fim da Vida do Colorado, tornando a morte assistida legal para pacientes com doenças terminais. Com 65% de votos a favor, o Colorado se tornou o terceiro estado a legalizar a assistência médica na morte pelo voto da população, aumentando o total para seis estados.

### Washington, D.C.
Em janeiro de 2015, Mary M. Cheh, membro do Conselho de D.C., apresentou a Lei da Morte com Dignidade de 2015. Em 5 de outubro de 2016, o Comitê de Saúde e Serviços Humanos de D.C. votou por 3 a 2 a favor da Lei da Morte com Dignidade. Em 1º de novembro de 2016, o Conselho de D.C. votou por 11 a 2 a favor da Lei da Morte com Dignidade. Em seguida, passou por outra votação no conselho e no gabinete do prefeito. O prefeito Bowser assinou o projeto de lei em 23 de dezembro de 2016. Após a revisão de 30 dias do Congresso dos EUA exigida pela Lei Orgânica federal, e após a incapacidade dos republicanos do Congresso de bloquear o projeto de lei, a lei entrou em vigor em 18 de fevereiro de 2017, com D.C. tornando-se a sétima jurisdição nos EUA a legalizá-lo.

### Havaí
Desde 2019, o Havaí permite legalmente a morte assistida, com base nos modelos dos estados de Oregon e Washington. O governador David Ige assinou uma lei de assistência médica à morte em 5 de abril de 2018.[39]. A lei tem salvaguardas para proteger contra abusos, incluindo a exigência de dois prestadores de serviços de saúde para confirmar o diagnóstico do paciente, o prognóstico, sua capacidade de tomar decisões e que o pedido do paciente é voluntário; bem como a exigência de um conselheiro para determinar que o paciente não tem condições que possam interferir na tomada de decisões, como depressão não tratada. A lei exige que o paciente faça duas solicitações orais para a medicação de fim de vida, com um período de espera de 20 dias entre elas, e assine uma solicitação por escrito testemunhada por duas pessoas, uma das quais não pode ser um parente. As penalidades criminais se aplicam a qualquer pessoa que tente coagir as pessoas a obterem medicação para acabar com a vida ou adulterar a solicitação do paciente.

### Maine
A Lei de Morte com Dignidade do Maine foi apresentada na legislatura estadual em 2019 pela deputada Patricia Hymanson (D-York). O projeto de lei foi aprovado na Câmara por 73 a 72 e no Senado por 19 a 16. Em 12 de junho de 2019, a governadora Janet Mills sancionou a Lei de Morte com Dignidade do Maine, tornando o Maine a nona jurisdição a legalizar o suicídio assistido nos Estados Unidos.

### Montana
A ajuda para morrer é legal em Montana por meio de uma decisão da suprema corte estadual. No caso Baxter vs Montana (2009), a Suprema Corte de Montana decidiu, em uma decisão por 5 a 2, que a lei estadual permite que os doentes terminais de Montana solicitem medicação letal a um médico de acordo com os estatutos existentes, em 2009. O Procurador-Geral do estado de Montana buscou um recurso na Suprema Corte de Montana, mas o tribunal, por uma decisão de cinco a dois, confirmou a decisão do tribunal inferior sobre a lei estadual. No entanto, a Corte limitou o escopo da decisão ao não determinar se a constituição do estado protegia o direito.

### Nova Jersey
Um comitê da Assembleia de Nova Jersey votou a favor da legislação de suicídio assistido e a Assembleia estadual votou o projeto de lei do deputado John Burzichelli, conhecido como A 2270, o Lei de Morte com Dignidade de Nova Jersey, em 13 de novembro de 2014, embora o projeto não tenha sido votado no Senado. O projeto de lei teria exigido que os pacientes com doença terminal primeiro solicitassem verbalmente uma prescrição ao seu médico assistente, seguida de uma segunda solicitação verbal pelo menos 15 dias depois e uma solicitação por escrito assinada por duas testemunhas. Além disso, o médico assistente teria que oferecer ao paciente a chance de rescindir sua solicitação. O governador Chris Christie, na época em que o projeto de lei estava passando por uma revisão legislativa e votação, prometeu vetar qualquer projeto de lei relacionado à permissão do suicídio assistido.
O senador estadual Nicolas Scutar apresentou a lei Lei de Auxílio à Morte para Doentes Terminaisem janeiro de 2018. O projeto de lei foi aprovado na Assembleia Estadual em 25 de março de 2019 e foi assinado pelo governador Phil Murphy em 12 de abril de 2019, tornando Nova Jersey o sétimo estado a legalizar o suicídio assistido. A lei entrou em vigor em 1º de agosto de 2019.

### Novo México
Em janeiro de 2014, parecia que o Novo México estava mais perto de se tornar o quinto estado dos Estados Unidos a legalizar o suicídio assistido por médicos por meio de uma decisão judicial. "Este tribunal não pode imaginar um direito mais fundamental, mais privado ou mais integral para a liberdade, segurança e felicidade de um Novo Mexicano do que o direito de um paciente competente e com doença terminal de escolher a ajuda para morrer", escreveu a juíza Nan G. Nash do Segundo Tribunal Distrital de Albuquerque. Essa decisão foi anulada em 11 de agosto de 2015 pelo Tribunal de Apelações do Novo México, em uma decisão por 2 a 1. O Tribunal deu o veredicto: "Concluímos que o auxílio à morte não é um interesse fundamental de liberdade de acordo com a Constituição do Novo México".
Em 8 de abril de 2021, a governadora Michelle Lujan Grisham sancionou a Lei Elizabeth Whitefield de Opções para o Fim da Vida depois que o projeto de lei foi aprovado pelo Legislativo do Novo México, legalizando o suicídio assistido no estado. A lei permite que pacientes terminais com seis meses ou menos de vida solicitem medicação letal. É necessário que dois médicos especialistas concordem com o diagnóstico do paciente e que o paciente seja aprovado em um exame de competência mental para receber a medicação letal. Há um período de espera de 48 horas, após o qual o paciente deve tomar a medicação por conta própria. A lei entrou em vigor em 18 de junho de 2021.

### Oregon
Os eleitores do Oregon aprovaram pela primeira vez a Lei da Morte com Dignidade (DWDA) nas eleições gerais de novembro de 1994 por uma margem de 51% a 49%. A Medida de Votação 16, uma iniciativa cidadã patrocinada pelo Comitê de Ação Política Direito de Morrer do Oregon, perguntava se pacientes terminais com menos de seis meses de vida deveriam poder receber uma prescrição para drogas letais e incluía muitas disposições para proteger contra o uso indevido, como duas solicitações orais e uma solicitação por escrito do paciente. O paciente também deve ser encaminhado para aconselhamento se houver suspeita de doença mental.
A lei entrou em vigor em outubro de 1997, depois que uma liminar atrasou a implementação. Em novembro de 1997, a Medida 51 foi colocada na cédula eleitoral geral para revogar a lei. Os eleitores optaram por manter a lei por uma margem de 60% a 40%.
Dados da Autoridade de Saúde do Oregon, que publica relatórios anuais sobre a lei de morte assistida do estado, a primeira do país, mostram que aproximadamente dois terços dos pacientes que recebem prescrições de drogas letais as tomam.
O Oregon exige que um médico prescreva os medicamentos e eles devem ser autoadministrados. Para ser elegível, o paciente deve ser diagnosticado por um médico assistente, bem como por um médico consultor, com uma doença terminal que causará a morte do indivíduo dentro de seis meses. A lei estabelece que, para participar, o paciente deve ter:
1. ter 18 anos de idade ou mais;
2. ser residente do Oregon;
3. ser capaz de tomar e comunicar decisões sobre cuidados de saúde por si mesmo;
4. ter sido diagnosticado com uma doença terminal que levará à morte dentro de seis meses.

Cabe ao médico responsável determinar se esses critérios foram atendidos. É necessário que o paciente solicite o medicamento oralmente pelo menos duas vezes e contribua com pelo menos uma solicitação por escrito. O médico deve notificar o paciente sobre alternativas, como cuidados paliativos, cuidados paliativos e controle da dor. Por fim, o médico deve solicitar, mas não exigir, que o paciente notifique seus parentes mais próximos de que está solicitando uma prescrição para uma dose letal de medicamento. Supondo que todas as diretrizes sejam cumpridas e que o paciente seja considerado competente e esteja completamente certo de que deseja pôr fim à sua vida, o médico prescreverá os medicamentos.
A partir de 2013, um total de 1.173 pessoas tiveram prescrições da DWDA escritas e 752 pacientes morreram devido à ingestão de medicamentos prescritos sob a DWDA. Em 2013, houve aproximadamente 22 mortes assistidas por 10.000 mortes totais no Oregon.

#### Desafios

##### Lee vs Estado do Oregon
Em dezembro de 1994, médicos e pacientes argumentaram que a DWDA violava a primeira e a décima quarta emendas da Constituição dos EUA em Lee vs Oregon. O juiz Michael Hogan, do Tribunal Distrital dos EUA, impôs uma liminar temporária à lei, que mais tarde se tornou permanente.
Em fevereiro de 1997, o Tribunal de Apelações do Nono Circuito decidiu rejeitar a contestação à Lei da Morte com Dignidade.

##### Medida 51, revogação da DWDA no Oregon
Em 1997, a Medida 51 foi colocada na cédula de votação de novembro. Ela não foi aprovada e 60% dos eleitores do Oregon, mais do que a votação original de 1994, expressaram seu apoio à Lei de Morte com Dignidade.

##### Oregon vs Ashcroft
O procurador-geral dos EUA, John Ashcroft, emitiu uma diretriz em 2001 para impedir que a Lei de Morte com Dignidade do Oregon fosse implementada. O estado do Oregon entrou com uma ação judicial e prosseguiu com a implementação.

### Vermont
Em maio de 2013, o Legislativo de Vermont aprovou a Lei de Escolha e Controle do Paciente no Fim da Vida. O governador Peter Shumlin a sancionou como lei. A lei se baseia no modelo do Oregon, mas é menos restritiva que ele.
Vermont foi o primeiro estado a aprovar uma lei de morte assistida por meio do processo legislativo. Em janeiro de 2013, a lei foi apresentada ao Senado e, em maio de 2013, foi aprovada tanto pela Câmara quanto pelo Senado.
Os residentes de Vermont com 18 anos de idade ou mais que sejam adultos mentalmente capazes com uma doença terminal e um prognóstico de seis meses ou menos de vida podem fazer uma solicitação oral e obter uma dose letal de medicação de um médico para apressar sua morte. O projeto de lei exige uma segunda opinião, solicitações escritas e orais e outras disposições.
Em agosto de 2022, um residente de Connecticut com câncer em estágio terminal processou Vermont para invalidar o requisito de residência da lei para o auxílio médico na morte, argumentando que era inconstitucional. Vermont resolveu o caso removendo o requisito de não residente, tornando-se o primeiro estado a permitir que os médicos prescrevam medicamentos letais para não residentes.

### Washington
Em Washington, o suicídio assistido por médicos só se tornou legal em 2008.
Em 1991, uma pergunta nas urnas perguntou se adultos com doenças terminais deveriam ter permissão para receber auxílio médico para morrer. A iniciativa fracassou, recebendo 46% dos votos.
Em 1997, quatro médicos de Washington e três pacientes terminais entraram com uma ação judicial para contestar a proibição da assistência médica na morte que estava em vigor na época. Essa ação foi a primeira parte de uma audiência no tribunal distrital, que decidiu a favor de Glucksberg, que era o grupo de médicos e pacientes terminais. A ação foi então confirmada pelo Nono Circuito. Assim, ela foi levada à Suprema Corte, que decidiu conceder certiorari a Washington. Por fim, a Suprema Corte decidiu, em votação unânime, que a assistência médica na morte não era um direito protegido pela constituição na época do caso.
Os eleitores de Washington aprovaram a Lei da Morte com Dignidade nas eleições gerais de novembro de 2008 por uma margem de 58% a 42%. O resumo da cédula dizia: "Essa medida permitiria que residentes de Washington, adultos, competentes e em estado terminal, com previsão médica de morte dentro de seis meses, solicitassem e autoadministrassem medicação letal prescrita por um médico. A medida exige duas solicitações orais e uma por escrito, dois médicos para diagnosticar o paciente e determinar se ele é competente, um período de espera e a verificação pelo médico de uma decisão informada do paciente. Os médicos, pacientes e outras pessoas que agirem de boa fé teriam imunidade criminal e civil".
As regras e restrições de Washington são semelhantes, se não exatamente iguais, às do Oregon. O paciente não só precisa atender aos critérios acima, como também precisa ser examinado não por um, mas por dois médicos licenciados em seu estado de residência. Ambos os médicos devem chegar à mesma conclusão sobre o prognóstico do paciente. Se um dos médicos não considerar o paciente apto para a prescrição, então o paciente deve ser submetido a uma inspeção psicológica para saber se o paciente é de fato capaz e mentalmente apto para tomar a decisão de morte assistida ou não.

## Outras jurisdições

### Alasca
Em 1999, dois pacientes terminais, Kevin Sampson e Jane Doe, processaram uma ordem para isentar seus médicos de serem acusados de homicídio culposo por ajudá-los a morrer. O tribunal superior decidiu contra eles, e eles recorreram à Suprema Corte do Alasca. Esse tribunal manteve a decisão anterior, argumentando que o direito à privacidade e à liberdade previsto na Constituição do Alasca não permite que pacientes terminais sejam assistidos por médicos na hora de morrer.
Mais recentemente, a deputada Harriet Drummond (D-Anchorage) apresentou duas vezes legislação para legalizar o suicídio assistido por médicos: primeiro em 2015 e novamente em 2017. Em cada caso, a lei foi ouvida no Comitê de Saúde e Serviços Sociais da Câmara e, em seguida, foi transferida para a sessão do ano seguinte. Em 2018, o Comitê de Saúde e Serviços Sociais da Câmara aprovou o projeto de lei por 3 a 2, com 2 abstenções, enviando-o para o Comitê Judiciário, onde ficou parado novamente.

### Arizona
A legislatura estadual do Arizona ouviu projetos de lei para legalizar o suicídio assistido por médicos e a dosagem de medicamentos para dor controlada pelo paciente várias vezes desde 2003. Todos os anos, de 2017 a 2020, projetos de lei complementares para suicídio assistido foram apresentados simultaneamente na Câmara e no Senado, mas não avançaram.
Em 2017, a legislatura aprovou uma lei relacionada, SB 1439, Proibição de discriminação contra entidades de assistência médica, que proíbe a discriminação contra prestadores de assistência médica que optem por não prestar assistência na morte, caso essa assistência seja legalizada. Ela foi posteriormente assinada pelo governador em 24 de março de 2017.
No Arizona, a cidade de Bisbee tornou-se o primeiro município do estado a aprovar uma resolução de auxílio à morte, embora a votação não seja juridicamente vinculativa.
A resolução declara que a cidade de Bisbee:
- Respeita a diversidade de perspectivas de seus cidadãos,
- Apoia a proteção igualitária dentro da diversidade de perspectivas nas decisões sobre o fim da vida,
- Reconhece a prática do Auxílio ao Morrer como uma liberdade individual legítima,
- E, embora não seja um documento legalmente aplicável, pede que o Procurador do Condado de Cochise tenha discrição na priorização de casos que envolvam a acusação de uma pessoa que tenha apoiado, estado presente ou facilitado um ente querido para adiantar o momento de sua morte iminente ao enfrentar sofrimento intolerável.[76]

### Connecticut
A legislação para legalizar o suicídio assistido foi introduzida pela primeira vez em Connecticut em 1995, quando o Oregon considerava sua própria política. Projetos de lei semelhantes tiveram uma audiência pública em sete dos últimos oito anos (2013-2020, com exceção de 2016), mas morreram consistentemente no comitê sem chegar a uma votação. HB-06425, uma Lei sobre o Auxílio à Morte para Pacientes com Doenças Terminais, foi avaliado pelo Comitê de Saúde Pública de Connecticut em 5 de março de 2021 com uma votação de 24-9 para enviar ao plenário da assembleia, porém foi então encaminhado ao Comitê Judiciário e posteriormente apresentado.

### Flórida
Krischer vs McIver foi um caso levado à Suprema Corte da Flórida em 1997 pela seção da Flórida da Hemlock Society em uma tentativa de derrubar a lei estadual contra o suicídio assistido. A questão era se o paciente com AIDS Charles Hall tinha esse direito, e o caso foi apelado para a Suprema Corte da Flórida. Essa corte manteve a constitucionalidade da lei da Flórida contra o suicídio assistido.
Em 2020, o senador estadual Kevin Rader (D-29) apresentou o primeiro projeto de lei da Flórida para legalizar o suicídio assistido por médicos, SB 1800, a Lei de Morte com Dignidade da Flórida. O projeto de lei foi adiado indefinidamente e retirado de consideração em 14 de março de 2020.

### Maryland
A legislatura de Maryland considerou e rejeitou projetos de lei sobre a morte assistida por médicos muitas vezes, começando em 1995. De 2015 a 2017, uma Lei de Opção de Fim de Vida foi introduzida todos os anos, mas todos os anos foi retirada sem votação. Em 2019, a lei reintroduzida foi levada a votação. Ela foi aprovada na Câmara por 74 a 66, mas fracassou no Senado com um empate de 23 a 23. Em 2020, a lei foi novamente apresentada, mas posteriormente deixada de lado devido à pandemia de COVID-19. O governador Larry Hogan, cujo mandato terminou em 2023, sugeriu no passado que se oporia à legislação, mas indicou em 2020 que sua batalha pessoal contra o câncer havia mudado sua perspectiva e que agora ele estava "aberto aos dois lados da questão".

### Massachusetts

Resultados da votação da Iniciativa Morte com Dignidade de Massachusetts de 2012.

A Iniciativa Morte com Dignidade de Massachusetts, uma medida eleitoral para legalizar o auxílio à morte, foi derrotada por pouco nas eleições gerais de 2012, com 51% dos eleitores contra a proposta.
Uma pesquisa realizada pelo Boston Globe e pela Universidade de Nova Hampshire entre 21 e 27 de setembro de 2012 revelou que os residentes de Massachusetts apoiavam a Questão 2 em 68%, com 20% de oposição. Outra pesquisa pública da Universidade de Massachusetts e da YouGov American encontrou resultados semelhantes em 8 de outubro, com 65% de apoio e 19% de oposição.
A legislação para legalizar o suicídio assistido por médicos foi apresentada várias vezes na Câmara de Massachusetts, antes e depois da iniciativa de votação, em 1995, 1997, 2009, 2011, 2012, 2013 e 2015. Nenhum desses projetos de lei saiu do comitê.
Em 2017, foram apresentados projetos de lei complementares na Câmara e no Senado sobre a questão, com 44 e 11 co-patrocinadores nos respectivos projetos, mas morreram no comitê após uma audiência pública conjunta. Em 2019, um par de projetos de lei semelhantes foi apresentado por uma coalizão ampliada de 67 co-patrocinadores na Câmara e no Senado. Uma versão emendada desses projetos de lei, o Lei de Opções para o Fim da Vida em Massachusetts, passou do Comitê Conjunto de Saúde Pública em 29 de maio de 2020 para o Comitê Conjunto de Financiamento da Saúde, onde não conseguiu ser votado antes do final da sessão legislativa de 2020, em 31 de dezembro.
Uma pesquisa de 2019 com 500 residentes conduzida pelo Boston Globe e pela Universidade Suffolk, divulgada em 2020, constatou que 70% dos residentes de Massachusetts concordaram que "os doentes terminais deveriam ter permissão para acabar com suas próprias vidas com a ajuda de um médico, também conhecido como auxílio médico para morrer". O apoio ao suicídio assistido foi semelhante em todas as regiões geográficas, faixas etárias e gêneros, mas variou mais de acordo com a raça, com maior apoio entre os entrevistados brancos (73%) e negros (64%) e menor apoio dos entrevistados hispânicos/latinos (50%) e asiáticos (52%). A margem de erro geral foi relatada como ±4,4, mas maior para subgrupos menores.

### Nova York
Em 1994, foi ajuizada uma ação em Nova York alegando que a lei contra o suicídio assistido era uma violação da proteção igualitária e das garantias de liberdade da Décima Quarta Emenda. Essa alegação foi rejeitada pelo Tribunal Distrital com base no fato de que não há direito ao suicídio assistido previsto na Constituição dos EUA. Em 1996, o Tribunal de Apelações dos EUA anulou essa decisão com o argumento de que a criminalização do suicídio assistido viola a Cláusula de Proteção Igualitária. No entanto, a Suprema Corte dos EUA reverteu por unanimidade a decisão da Corte de Apelações dos EUA em Vacco vs Quill, 521 U.S. 793 (1997).
Em fevereiro de 2015, os senadores do estado de Nova York Brad Hoylman e Diane Savino apresentaram uma "Lei da Morte com Dignidade" para permitir o suicídio assistido por médicos no estado.
Em 7 de setembro de 2017, no caso Myers vs Schneiderman, o Tribunal de Apelações de Nova York considerou que as pessoas com doenças terminais não tinham o direito ao suicídio assistido por médico de acordo com a Constituição do Estado de Nova York.

### Nevada
Em maio de 2017, um projeto de lei foi aprovado pelo senado estadual, que buscava legalizar o suicídio assistido por médicos. No entanto, quando foi encaminhado à Assembleia de Nevada, o Comitê de Saúde e Serviços Humanos optou por não levar o projeto adiante. Uma legislação semelhante foi reintroduzida na sessão legislativa seguinte, que ocorreu em 2019. Embora tenha sido novamente aprovada no comitê, não foi levada para votação no Senado antes do prazo final.

### Tennessee
A legislatura do Tennessee debateu pela primeira vez a legalização do suicídio assistido em 2015. No ano seguinte, uma figura política proeminente do Tennessee, John Jay Hooker, levou a causa aos tribunais, entrando com uma ação judicial pedindo o suicídio assistido por médicos. O caso estava em processo de apelação quando Hooker morreu de câncer em 24 de janeiro de 2016.
Dois projetos de lei para legalizar a prática foram apresentados na Câmara e no Senado do Tennessee em 2017, mas não avançaram.

## Poder do Estado para permitir e regulamentar
Os estados têm o poder de regulamentar, permitir ou proibir o suicídio assistido.
Em 1997, nos casos Washington vs Glucksberg e Vacco vs Quill, a Suprema Corte dos EUA decidiu por unanimidade que não há direito constitucional ao suicídio assistido e que, portanto, os estados têm o direito de proibi-lo. Os defensores do suicídio assistido viram isso como uma abertura para o debate sobre a questão em nível estadual.
Gonzales v. Oregon foi levado à Suprema Corte dos Estados Unidos em 2006. O tribunal decidiu que o Procurador-Geral dos Estados Unidos não poderia aplicar a Lei Federal de Substâncias Controladas contra médicos que prescrevessem medicamentos, em conformidade com a lei estadual do Oregon, para o suicídio assistido de doentes terminais.

## Na prática
Os departamentos de saúde do Oregon e do Estado de Washington publicam relatórios anuais sobre o uso da morte assistida, conforme exigido em seus respectivos estatutos.
Em 2011, foi produzido um documentário chamado How to Die in Oregon, que acompanha uma mulher que usa a morte assistida e entrevista sua família e oponentes da lei.

## Controvérsias
As pessoas discordam sobre como deve ser chamada a prática de ajudar uma pessoa com doença terminal ou com deficiência a morrer. Os defensores chamam a prática de "ajuda médica para morrer" porque não acreditam que se matar nessas circunstâncias seja errado ou prejudicial à saúde. Os oponentes tendem a preferir o termo "suicídio assistido por médico (PAS)", que emprega os termos técnicos para de morte (cídio) e de si mesmo (sui). Eles acham que o PAS é o nome mais preciso para o ato de ajudar alguém a pôr fim à própria vida. Como em todos os debates acalorados, os termos para essa última prática estão sujeitos a uma enquadramento noticioso. Os defensores são mais propensos a usar termos como "morte assistida por médico", "morte assistida por médico", "ajuda para morrer", "morte com dignidade", "direito de morrer", "morte compassiva", "morte compassiva", "escolha no fim da vida" e "assistência médica no fim da vida". Os oponentes não veem essa última prática como um procedimento médico legítimo, por isso consideram os rótulos mencionados acima como eufemismos e usam o termo "suicídio assistido".
A controvérsia em relação à legalização dessa prática geralmente surge de preocupações relacionadas à sua interseção com circunstâncias manipuladoras ou membros da família; prognósticos imprecisos, a precisão dos atestados de óbito, acesso desigual à assistência médica, problemas financeiros, o efeito Werther, defesa da expansão da prática para pessoas com deficiências, mortes de pessoas com deficiências em lugares como o Canadá que ocorreram devido à falta de apoio social, evidências de abuso em outras jurisdições onde o PAS é autorizado e capacitismo em geral. Os oponentes consideram esses fatores como motivos legítimos para manter o suicídio assistido por médicos ilegal.

### Debate sobre se o suicídio assistido/MAiD é suicídio
Suicídio refere-se ao ato de tirar a própria vida. Os oponentes acham que esse termo é apropriado para descrever a morte assistida, devido à dinâmica social e pessoal que pode pressionar alguém a escolher a morte. Os opositores também citam o fato de que os oncologistas e outros médicos não psiquiátricos responsáveis pelo encaminhamento de pacientes para aconselhamento não são treinados para detectar distúrbios complexos e potencialmente invisíveis, como a depressão clínica.
Os defensores acham que a "ajuda médica para morrer" (MAiD) difere do suicídio porque o paciente deve ser confirmado por dois médicos como doente terminal com um prognóstico de 6 meses ou menos de vida e também deve ser confirmado por dois médicos como mentalmente capaz de tomar decisões médicas. É por isso que os proponentes apoiam os atestados de óbito que listam a condição subjacente como a causa da morte. De acordo com os proponentes, o suicídio é um ato solitário e não regulamentado, ao passo que o auxílio à morte é autorizado por um médico e tem o objetivo de permitir a presença de entes queridos. Os proponentes definem "suicídio" como um ato irracional cometido em meio a uma doença mental. Eles afirmam que esse último ato é fundamentalmente distinto da prática que estão defendendo, pois se destina a ser um ato medido.
Em contrapartida, os oponentes acham que essa caracterização do suicídio é errônea. Eles ressaltam que as pessoas cometem suicídio por motivos políticos, pelos mesmos motivos que os proponentes citam como justificativas racionais para a morte assistida, e que as pessoas mentalmente doentes que se tornam doentes terminais podem experimentar a morte assistida como uma possível "saída" em relação à ideação suicida que eles haviam combatido anteriormente. Além disso, eles argumentam que as mortes altamente divulgadas dos defensores da morte assistida são atos políticos.

## Suicídio assistido versus eutanásia
Nos Estados Unidos, o suicídio assistido é uma prática pela qual uma pessoa com doença terminal, que se acredita estar em sã consciência e com prognóstico de seis meses ou menos, solicita, obtém e - se achar que seu sofrimento se tornou insuportável - autoadministra barbitúricos para pôr fim à sua vida.
A eutanásia, que é praticada em alguns estados da Austrália, Canadá, Bélgica, Colômbia, Luxemburgo, Holanda, Nova Zelândia, Portugal e Espanha, é uma prática em que outra pessoa (geralmente um médico) age para causar a morte. A eutanásia é ilegal nos Estados Unidos, enquanto o suicídio assistido é atualmente autorizado em dez estados e em Washington D.C.

## Opinião pública
O apoio do público à morte assistida varia de 45% a 75%, dependendo do nível de profundidade das perguntas e de como elas são formuladas. Por exemplo, em "The Murky Issue of Whether The Public Supports Assisted Dying", a repórter Katherine Sleeman observou:
"Não é de surpreender que a aceitabilidade da morte assistida varie de acordo com o contexto exato... uma pesquisa da ComRes/Care em 2014 constatou que 73% concordavam com a legalização de um projeto de lei que permite que "adultos mentalmente competentes do Reino Unido, que estejam em estado terminal e tenham declarado uma intenção clara e estabelecida de pôr fim à própria vida, recebam assistência para cometer suicídio por meio da autoadministração de drogas letais". Mas 42% dessas mesmas pessoas mudaram de ideia posteriormente quando alguns dos argumentos empíricos contra a morte assistida foram destacados para elas - como o risco de pressão sobre as pessoas para que acabem com suas vidas para não serem um fardo para seus entes queridos".

### Gallup
Em uma pesquisa da Gallup de maio de 2020, 74% dos adultos dos EUA dizem que os médicos devem ter permissão para pôr fim à vida de um paciente com uma doença incurável "por algum meio indolor" se o paciente e a família do paciente solicitarem".
Em uma pesquisa Gallup de maio de 2016, 69% dos americanos disseram concordar que "quando uma pessoa tem uma doença que não pode ser curada... os médicos devem ser autorizados por lei a pôr fim à vida do paciente por algum meio indolor se o paciente e sua família solicitarem". O fato de a ressalva nessa pesquisa ser doença incurável em vez de doença terminal representa uma das principais objeções dos oponentes à morte assistida.
Em uma pesquisa Gallup de maio de 2015, 68% dos americanos concordaram que "indivíduos com doenças terminais (...) têm o direito de escolher acabar com a própria vida".
Uma pesquisa Gallup de 2014 constatou que 69% dos americanos acham que os médicos devem ter permissão legal para pôr fim à vida de um paciente que tenha uma doença que não possa ser curada "por algum meio indolor, se o paciente e sua família solicitarem".

### Outras pesquisas
Em 2014, uma pesquisa da Harris Poll constatou que 74% dos americanos concordam que "indivíduos com doenças terminais (...) têm o direito de escolher pôr fim à própria vida".
17.000 médicos dos EUA, representando 28 especialidades médicas, foram pesquisados pela Medscape sobre questões relacionadas ao fim da vida. A pesquisa constatou que 54% dos médicos acreditam que o suicídio assistido, ou ajuda médica para morrer, deve estar disponível como uma opção para o fim da vida.

## Defensores

### Líderes religiosos
- Desmond Tutu[105][106]
- George Carey[107]

### Atores
- Patrick Stewart[108]
- Leonard Nimoy[109]
- Olympia Dukakis[110]
- Elliott Gould[111]
- Montel Williams[112]
- Florence Henderson

### Personalidades públicas
- George Will
- Derek Humphry
- Jack Kevorkian
- Diane Rehm[113]
- Brittany Maynard[114][115]
- Philip Nitschke
- Jeanne Phillips
- Betty Rollin
- Jane E. Brody
- Dolores Huerta

## Opositores

### Personalidades públicas
- Dean Koontz
- Charles Krauthammer

### Políticos
- Victoria Reggie Kennedy
- Ralph Nader
- Denise Provost

### Advogados
- Wesley J. Smith
- Harriet McBryde Johnson
- Shain Neumeier

### Médicos
- Ira Byock

### Ativistas
- Ari Ne'eman
- Marilyn Golden
- Lydia Brown
- Dominick Evans
- Corbett O'Toole
- Alice Wong (ativista dos direitos dos deficientes)

### Atores
- Liz Carr
- Martin Sheen

### Acadêmicos
- Rosemarie Garland-Thomson
- Paul K. Longmore
- Adrienne Asch

## Organizações de apoio
- Colégio Americano de Medicina Legal[116]
- Associação Americana de Estudantes de Medicina[117]
- Associação Americana de Mulheres Médicas[118]
- Associação Americana de Saúde Pública[119]
- Coalizão para Liberdade e Justiça[120]
- Compassion and Choices
- Centro Nacional de Morte com Dignidade
- GLMA: Profissionais de saúde que promovem a igualdade LGBT[121]
- Associação Nacional dos Trabalhadores Sociais[122]
- Liga das Mulheres Idosas[123]
- Associação Americana de Enfermeiros da Califórnia[124]
- End of Life Washington[125]
- Associação de Hospício e Cuidados Paliativos do Oregon[126]
- Triage of Câncer[127]

## Organizações neutras
- Academia Americana de Cuidados Paliativos e Medicina Paliativa
- American Society of Health-System Pharmacists (Sociedade Americana de Farmacêuticos do Sistema de Saúde)
- Associação Americana de Psicologia
- Associação Americana de Farmacêuticos
- Coalizão para Cuidados Compassivos da Califórnia
- Associação de Cuidados Paliativos e Hospice da Califórnia
- Associação Médica da Califórnia
- Sociedade Médica do Colorado
- Conselho de Cuidados Paliativos e Hospice de Vermont
- Kokua Mau (Havaí)
- Associação de Cuidados Paliativos e Hospice do Missouri
- Associação de Enfermagem Oncológica
- Associação Psiquiátrica de Vermont
- Associação Médica do Estado de Washington
- Associação Psicológica do Estado de Washington

## Organizações opositoras
- Associação Médica Americana[128]
- Associação Nacional de Lesões na Medula Espinhal
- Associação Mundial de Pessoas com Deficiência
- Associação Americana de Pessoas com Deficiência
- Coalizão de Prevenção da Eutanásia
- Conselho Nacional de Deficiência
- ADAPT
- Conselho Nacional de Vida Independente
- Fundo de Ação dos Direitos dos Pacientes
- LULAC
- Not Dead Yet
- Fundo de Educação e Defesa dos Direitos das Pessoas com Deficiência
- Arc of the United States
- TASH
- Associação Americana de Enfermeiros
- Rede de Mulheres Autistas e Não Binárias
- Faculdade Americana de Médicos
- Igreja Católica Romana
- Associação Médica Islâmica da América do Norte
- Associação Médica Mundial
- Força-Tarefa Internacional sobre Eutanásia e Suicídio Assistido (Conselho dos Direitos dos Pacientes)